# رمزي مشرفية
رمزي مشرفية هو سياسي، طبيب جراح وأستاذ جامعي لبناني، شغل منصب وزير السياحة والشؤون الاجتماعية في حكومة حسان دياب في كانون الثاني 2020. وفي 10 أغسطس 2020، استقالت الحكومة، وتولى تصريف الأعمال لحين تشكيل حكومة نجيب ميقاتي في 10 سبتمبر 2021.

## حياته العملية
تخرج رمزي مشرفية من الجامعة الأمريكية في بيروت، ثم إنتقل إلى المملكة المتحدة والتحق بمستشفى روبرت جونز وأجنوس هانت لجراحة العظام. دخل قسم الجراحة في الجامعة الأمريكية كأستاذ مساعد في 1991 ثم أستاذ مشارك في 1997. وأصبح لاحقًا رئيس قسم جراحة العظام في الجامعة ورئيس مدير وحدة الطوارئ في مركزها الطبي. وهو أيضًا رئيس الجمعية اللبنانية للجراحة المجهرية الترميمية، والجمعية اللبنانية لجراحة العظم والمفاصل. شارك في تأسيس الأكاديمية الأميركية لأطباء الطوارئ، ويعدّ عضوًا في الجمعية البريطانية لجراحة العظام، الجمعية البريطانية لجراحة اليد والجمعية البريطانية للجراحة المجهرية. وقد تولّى وزارتي السياحة والشؤون الإجتماعية خلفًا للوزيرين أواديس كيدانيان وريشارد قيومجيان.

## وزارتي السياحة والشؤون الإجتماعية
أُختير رمزي مشرفية وزيرًا للسياحة والشؤون الإجتماعية في الحكومة اللبنانية السادسة والسبعون، بترشيح من الحزب الديمقراطي اللبناني. وهو في المنصب منذ 21 كانون الثاني 2020.